# Wielkie Urwisko
Wielkie Urwisko – urwisko w paśmie Wzgórz Trzebnickich, położone w gminie Oborniki Śląskie, powiecie trzebnickim, województwie dolnośląskim. Urwisko należy do mikroregionu Grzbietu Trzebnickiego, a w jego obrębie położone jest w ramach Południowego Grzbietu, stanowiącego część Pasma Południowego. Pasmo Południowe jest oddzielone od Pasma Północnego przebiegającą na północ od niego Doliną Wilczą, nad którą góruje Wielkie Urwisko.

## Położenie
Wielkie Urwisko położone jest na północnej krawędzi Południowego Grzbietu, stanowiącego część Pasma Południowego. Wymienione struktury fizycznogeograficzne należą do mikroregionu o indeksie 318.444 (według regionalizacji fizycznogeograficznej opracowanej przez Jerzego Kondrackiego) – Grzbiet Trzebnicki, będący częścią mezoregionu o indeksie 318.44 – Wzgórza Trzebnickie, objętego makroregionem o indeksie 318.4 – Wał Trzebnicki. U podnóża urwiska rozpościera się Dolina Wilcza.
Pod względem podziału administracyjnego jest ono położone w Gminie Oborniki Śląskie, powiecie trzebnickim, województwie dolnośląskim (zobacz: podział administracyjny województwa dolnośląskiego), w obrębie ewidencyjnym wsi Borkowice, położonej w dolinie, po stronie północnej od urwiska.

## Charakterystyka
Wysokość względna urwiska wynosi około od 25 m do 30 m. Uznaje się je za najbardziej atrakcyjną część północnych zboczy grzbietu. Jest ono rozległą ścianą o kilkudziesięciometrowej szerokości, która stromo opada ku dolinie. Wierzchołek urwiska i jego podnóże porośnięte są lasem mieszanym, stanowiącym część niewielkiego kompleksu leśnego, nazywanego w niektórych opracowaniach Las w Borkowicach (około 16 ha). Lasy te podlegają nadleśnictwu Oborniki Śląskie. U jego podnóża przebiega niewielki ciek wodny określany jako struga – Młynówka, nazywana także Lubniówką (prawostronny dopływ rzeki Odry, ujście w miejscowości Uraz). Znajduje się tu również przełom tej strugi – Przełom Lubniówki, w którym struga pływnie w krętym korycie o głębokości od 3 m do 5 m oraz polana – Polana Łez.

## Nazwa
Nazwa własna – Wielkie Urwisko – jest nazwą niestandaryzowaną, gdyż została ustalona i ujęta w państwowym rejestrze nazw geograficznych na podstawie wywiadu terenowego. Odnosi się do ukształtowania terenu określonego jako urwisko. W rejestrze tym przypisano jej identyfikator: PRNG – 235636, identyfikator IIP – PL.PZGiK.320.NGRP.235636. Podaje on następujące współrzędne geograficzne punktu głównego urwiska: szerokość geograficzna – 51°17'28" N, długość geograficzna – 16°59'33" E. Nazwa ta została ujęta w rejestrze 16.02.2015 r..